# Amata poluydamon
Amata poluydamon är en fjärilsart som beskrevs av Pieter Cramer 1780. Amata poluydamon ingår i släktet Amata och familjen björnspinnare. Inga underarter finns listade i Catalogue of Life.